# 342年
| 千纪： | 1千纪                                                                                           |
| 世纪： | 3世纪 \| 4世纪 \| 5世纪                                                                         |
| 年代： | 310年代 \| 320年代 \| 330年代 \| 340年代 \| 350年代 \| 360年代 \| 370年代                       |
| 年份： | 337年 \| 338年 \| 339年 \| 340年 \| 341年 \| 342年 \| 343年 \| 344年 \| 345年 \| 346年 \| 347年 |
| 纪年： | 壬寅年（虎年）；成汉汉兴五年；东晋咸康八年；前凉建兴三十年；后赵建武八年；代国建国五年          |

## 大事记
- 晉成帝死，遺詔以弟司馬岳繼位，是為晉康帝，中書監庾冰、中書令何充、武陵王司馬晞、會稽王司馬昱和尚書令諸葛恢為顧命大臣輔政，庾冰進號左將軍。
- 十一月，燕慕容皝攻高句丽，並將新丸都城再次變為平地。

## 逝世
- 1月7日——陸玩，東晉重要官員，官至司空，陸遜弟陸瑁之孫，陸始、陸納之父。
- 7月26日——晉成帝司馬衍，東晉的第三代皇帝，晉明帝之長子。